# L’Hermitage-Lorge
L’Hermitage-Lorge (bret. Peniti-Koedrac'h) – miejscowość i dawna gmina we Francji, w regionie Bretania, w departamencie Côtes-d’Armor. W dniu 1 stycznia 2016 roku z połączenia dwóch ówczesnych gmin – L’Hermitage-Lorge oraz Plœuc-sur-Lié – utworzono nową gminę Plœuc-L’Hermitage. W 2013 roku populacja L’Hermitage-Lorge wynosiła 763 mieszkańców. 